# Хладно оръжие
Хладно оръжие е оръжието, предназначено за поразяване на цел (напр. човек, животно, мишена) с използване единствено мускулната сила на човека. Хладните оръжия са почти винаги метални като например ножовете, сабите, мечовете и др., докато огнестрелни са например пистолетите, автоматите, картечниците и др.
За боравенето с хладно оръжие се изисква умение и физическа сила, защото то основно служи за ръкопашен бой, а конструкцията му е много опростена. Към тази група оръжия, използващи само мускулна сила условно могат да бъдат прибавени лъкът, арбалетът, прашката и други метателни оръжия. Копията спадат и към двата вида, защото могат да бъдат използвани както в близък бой, така и като метателни оръжия.
Хладните оръжия са първия вид оръжие, използвано от човека още в древността.Вероятно първоначалното му предназначение е било за лов. В днешно време може да се използва с ловна, спортна или бойна цел.